# Torneo LINAFA 2015-2016
El torneo 2015-2016 de la Primera División de LINAFA (Liga Nacional de Fútbol Aficionado), fue dedicado al equipo de Orión FC, el cual cumplió 90 años de historia en este año 2016.
Fue la edición N.º 33 del torneo, dio inicio el domingo 13 de septiembre de 2015 y finalizó el domingo 22 de mayo de 2016. Contó con la participación de 51 equipos, distribuidos en 8 grupos geográficamente.

## Desarrollo
- Primera Fase: Consta de 51 equipos. Sistema de clasificación por grupos siendo los equipos ordenados por medio de varios aspectos tales como la localización geográfica. Desciende el último lugar de cada grupo y avanzan a la siguiente fase los 4 mejores. En total son 8 grupos, todos con diferentes cantidades de equipos.

- Segunda Fase: Consta de 32 equipos. Sistema de clasificación por grupos. Serán en total 8 cuadrangulares donde los equipos jugarán entre sí, clasificando los 2 primeros lugares. Las mismas fueron conformadas con dos equipos del mismo grupo provincial y dos de otro grupo de la Primera Fase, quedando conformadas de la siguiente forma: 
  - Cuadrangular Uno: 1.º Lugar Grupo A, 2.º Lugar Grupo A, 3.º Lugar Grupo E, 4.º Lugar Grupo E
  - Cuadrangular Dos: 1.º Lugar Grupo B, 2.º Lugar Grupo B, 3.º Lugar Grupo F, 4.º Lugar Grupo F
  - Cuadrangular Tres: 1.º Lugar Grupo C, 2.º Lugar Grupo C, 3.º Lugar Grupo G, 4.º Lugar Grupo G
  - Cuadrangular Cuatro: 1.º Lugar Grupo D, 2.º Lugar Grupo D, 3.º Lugar Grupo H, 4.º Lugar Grupo H
  - Cuadrangular Cinco: 1.º Lugar Grupo E, 2.º Lugar Grupo E, 3.º Lugar Grupo A, 4.º Lugar Grupo A
  - Cuadrangular Seis: 1.º Lugar Grupo F, 2.º Lugar Grupo F, 3.º Lugar Grupo B, 4.º Lugar Grupo B
  - Cuadrangular Siete: 1.º Lugar Grupo G, 2.º Lugar Grupo G, 3.º Lugar Grupo C, 4.º Lugar Grupo C
  - Cuadrangular Ocho: 1.º Lugar Grupo H, 2.º Lugar Grupo H, 3.º Lugar Grupo D, 4.º Lugar Grupo D

- Tercera fase: octavos de final (16 equipos). Sistema de clasificación por eliminación directa ida y vuelta.
- Cuarta fase: cuartos de final (8 equipos). Sistema de clasificación por eliminación directa ida y vuelta.
- Quinta fase: Semifinal (4 equipos). Sistema de clasificación por eliminación directa ida y vuelta.
- Sexta Fase: Final. Se juega ida y vuelta. El ganador tendrá el derecho de participar la próxima temporada en la Segunda División de Costa Rica.

## Tabla de Goleo
Goles Anotados.
| Antonio Rosales                 | AD. Santa Rosa      | 27 |
| César Tahuil                    | Municipal Santa Ana | 23 |
| Greivin Rojas                   | Municipal Guarco    | 18 |
| Mario Centeno                   | ADR. Esparza        | 15 |
| Omar Chambers                   | Atlético Coco       | 15 |
| Actualizada: 23 de mayo de 2016 |                     |    |

- En la tabla se acumulan los goles hechos durante todas las etapas del Torneo.

## Torneo
| Datos Actualizados al: 23 de mayo de 2016 |

### Primera Fase: Grupos Provinciales
En esta fase los 51 equipos se dividen en grupos por provincia y se enfrentan entre ellos para definir los 4 clasificados por grupo a la Segunda Fase, e igualmente el cuadro que desciende por grupo a la Tercera División de LINAFA. Se utilizará los siguientes colores para resaltar lo expuesto anteriormente:
|     | Asciende a la Liga de Ascenso (Segunda División) 2016-2017              |
|     | Clasificado a la siguiente fase del Torneo de LINAFA                    |
|     | Desciende a la Tercera División de LINAFA 2016-2017                     |
| (D) | Equipo que Descendió de la Liga de Ascenso (Segunda División) 2014-2015 |

#### Grupo A: Cartago
|  |    | Equipo             | PJ | G | E | P | GF | GC | Dif | Pts |
|  | -- | ------------------ | -- | - | - | - | -- | -- | --- | --- |
|  | 1. | Municipal Guarco   | 10 | 7 | 1 | 2 | 34 | 13 | +21 | 22  |
|  | 2. | AF Lankester 1943  | 10 | 6 | 3 | 1 | 23 | 14 | +9  | 21  |
|  | 3. | AD. Tirrases FC    | 10 | 4 | 5 | 2 | 18 | 19 | -1  | 16  |
|  | 4. | AD. Conce La Unión | 10 | 4 | 2 | 4 | 15 | 23 | -8  | 14  |
|  | 5. | Orión FC           | 10 | 2 | 1 | 7 | 15 | 21 | -6  | 7   |
|  | 6. | CCDR Paraíso (*)   | 10 | 1 | 1 | 8 | 12 | 27 | -15 | 4   |

(*) Sancionado por incomparecencia a un partido
| AD. Lankaster 1943  | 0 - 4 | Municipal Guarco | 27 de septiembre | N/D                      |
| CCDR. Paraíso       | 2 - 1 | AD. Tirrases FC  | 27 de septiembre | Estadio Quincho Barquero |
| A.D. Conce La Unión | 3 - 2 | Orión FC         | 27 de septiembre | Cancha "Chizeta" Rojas   |

| Municipal Guarco | 5 - 1 | A.D. Conce La Unión | 4 de octubre | Cancha Tejar del Guarco        |
| AD. Tirrases FC  | 2 - 2 | AD. Lankaster 1943  | 4 de octubre | Cancha de Cipreses, Curridabat |
| Orión FC         | 1 - 0 | CCDR Paraíso        | 4 de octubre | Cancha La Pitahaya, Cartago    |

| AD. Lankaster 1943  | 3 - 1 | CCDR Paraíso    | 11 de octubre | N/D                     |
| A.D. Conce La Unión | 2 - 3 | AD. Tirrases FC | 11 de octubre | Cancha "Chizeta" Rojas  |
| Municipal Guarco    | 1 - 1 | Orión FC        | 11 de octubre | Cancha Tejar del Guarco |

| CCDR Paraíso        | 2 - 4 | Municipal Guarco   | 18 de octubre | Estadio Quincho Barquero       |
| A.D. Conce La Unión | 3 - 3 | AD. Lankaster 1943 | 18 de octubre | Cancha "Chizeta" Rojas         |
| AD. Tirrases FC     | 2 - 1 | Orión FC           | 18 de octubre | Cancha de Cipreses, Curridabat |

| CCDR Paraíso    | 0 - 1 | A.D. Conce La Unión | 25 de octubre | Estadio Quincho Barquero       |
| Orión FC        | 0 - 1 | AD. Lankaster 1943  | 25 de octubre | Cancha La Pitahaya, Cartago    |
| AD. Tirrases FC | 3 - 2 | Municipal Guarco    | 25 de octubre | Cancha de Cipreses, Curridabat |

| Municipal Guarco | 0 - 2 | AD. Lankaster 1943  | 15 de noviembre | Cancha Tejar del Guarco        |
| Orión FC         | 1 - 2 | A.D. Conce La Unión | 15 de noviembre | Cancha La Pitahaya, Cartago    |
| AD. Tirrases FC  | 1 - 1 | CCDR Paraíso        | 15 de noviembre | Cancha de Cipreses, Curridabat |

| A.D. Conce La Unión | 1 - 4 | Municipal Guarco | 22 de noviembre | Cancha "Chizeta" Rojas   |
| AD. Lankaster 1943  | 2 - 2 | AD. Tirrases FC  | 22 de noviembre | N/D                      |
| CCDR Paraíso        | 3 - 5 | Orión FC         | 22 de noviembre | Estadio Quincho Barquero |

| Orión FC        | 0 - 1 | Municipal Guarco    | 29 de noviembre | Cancha La Pitahaya, Cartago    |
| AD. Tirrases FC | 0 - 0 | A.D. Conce La Unión | 29 de noviembre | Cancha de Cipreses, Curridabat |
| CCDR Paraíso    | 0 - 1 | AD. Lankaster 1943  | 29 de noviembre | Estadio Quincho Barquero       |

| Municipal Guarco   | 8 - 3 | CCDR Paraíso        | 6 de diciembre | Cancha Tejar del Guarco     |
| Orión FC           | 2 - 4 | AD. Tirrases FC     | 6 de diciembre | Cancha La Pitahaya, Cartago |
| AD. Lankaster 1943 | 5 - 0 | A.D. Conce La Unión | 6 de diciembre | N/D                         |

| A.D. Conce La Unión | 2 - 0 | CCDR Paraíso    | 13 de diciembre | Cancha "Chizeta" Rojas  |
| AD. Lankaster 1943  | 4 - 2 | Orión FC        | 13 de diciembre | N/D                     |
| Municipal Guarco    | 5 - 0 | AD. Tirrases FC | 13 de diciembre | Cancha Tejar del Guarco |

#### Grupo B: San José A
|  |    | Equipo              | PJ | G | E | P | GF | GC | Dif | Pts |
|  | -- | ------------------- | -- | - | - | - | -- | -- | --- | --- |
|  | 1. | Municipal Santa Ana | 10 | 8 | 2 | 0 | 40 | 10 | +30 | 26  |
|  | 2. | AD. San Felipe      | 10 | 4 | 3 | 3 | 22 | 20 | +2  | 15  |
|  | 3. | AD. Sagrada Familia | 10 | 4 | 2 | 4 | 15 | 15 | 0   | 14  |
|  | 4. | Juventud Escazuceña | 10 | 4 | 1 | 5 | 13 | 23 | -10 | 13  |
|  | 5. | AD. Ciudad Colón    | 10 | 2 | 4 | 4 | 12 | 16 | -4  | 10  |
|  | 6. | AD. Compañeros      | 10 | 2 | 0 | 8 | 22 | 40 | -18 | 6   |

| AD. Ciudad Colón    | 0 - 4 | Municipal Santa Ana | 27 de septiembre | Cancha de Ciudad Colón |
| Sagrada Familia     | 2 - 5 | A.D. San Felipe     | 27 de septiembre | Estadio Teodoro Picado |
| Juventud Escazuceña | 3 - 2 | AD. Compañeros      | 27 de septiembre | Estadio Nicolás Masís  |

| Municipal Santa Ana | 4 - 0 | Juventud Escazuceña | 4 de octubre | Estadio de Piedades   |
| AD. San Felipe      | 1 - 1 | AD. Ciudad Colón    | 4 de octubre | Estadio de Alajuelita |
| AD. Compañeros      | 2 - 2 | Sagrada Familia     | 4 de octubre | Estadio Sanjuañeno    |

| AD. Ciudad Colón    | 1 - 1  | Sagrada Familia | 11 de octubre | Cancha de Ciudad Colón |
| Juventud Escazuceña | 1 - 2  | AD. San Felipe  | 11 de octubre | Estadio Nicolás Masís  |
| Municipal Santa Ana | 12 - 2 | AD. Compañeros  | 11 de octubre | Estadio de Piedades    |

| Sagrada Familia     | 0 - 1 | Municipal Santa Ana | 18 de octubre | Estadio Teodoro Picado |
| Juventud Escazuceña | 2 - 1 | AD. Ciudad Colón    | 18 de octubre | Estadio Nicolás Masís  |
| AD. San Felipe      | 3 - 5 | AD. Compañeros      | 18 de octubre | Estadio de Alajuelita  |

| Sagrada Familia | 1 - 0 | Juventud Escazuceña | 25 de octubre | Estadio Teodoro Picado |
| AD. Compañeros  | 1 - 4 | AD. Ciudad Colón    | 25 de octubre | Estadio Sanjuaneño     |
| AD. San Felipe  | 3 - 3 | Municipal Santa Ana | 25 de octubre | Estadio de Alajuelita  |

| Municipal Santa Ana | 1 - 1 | AD. Ciudad Colón    | 15 de noviembre | Estadio de Piedades   |
| AD. Compañeros      | 2 - 3 | Juventud Escazuceña | 15 de noviembre | Estadio Sanjuaneño    |
| AD. San Felipe      | 0 - 0 | Sagrada Familia     | 15 de noviembre | Estadio de Alajuelita |

| Juventud Escazuceña | 0 - 6 | Municipal Santa Ana | 22 de noviembre | Estadio Nicolás Masís  |
| AD. Ciudad Colón    | 0 - 2 | AD. San Felipe      | 22 de noviembre | Cancha de Ciudad Colón |
| Sagrada Familia     | 5 - 3 | AD. Compañeros      | 22 de noviembre | Estadio Teodoro Picado |

| Sagrada Familia | 1 - 0 | AD. Ciudad Colón    | 29 de noviembre | Estadio Teodoro Picado |
| AD. Compañeros  | 1 - 3 | Municipal Santa Ana | 29 de noviembre | Estadio Sanjuaneño     |
| AD. San Felipe  | 2 - 3 | Juventud Escazuceña | 29 de noviembre | Estadio de Alajuelita  |

| Municipal Santa Ana | 2 - 1 | Sagrada Familia     | 6 de diciembre | Estadio de Piedades    |
| AD. Ciudad Colón    | 0 - 0 | Juventud Escazuceña | 6 de diciembre | Cancha de Ciudad Colón |
| AD. Compañeros      | 1 - 2 | AD. San Felipe      | 6 de diciembre | Estadio Sanjuaneño     |

| Juventud Escazuceña | 1 - 3 | Sagrada Familia | 13 de diciembre | Estadio Nicolás Masís  |
| Municipal Santa Ana | 4 - 2 | AD. San Felipe  | 13 de diciembre | Estadio de Piedades    |
| AD. Ciudad Colón    | 4 - 3 | AD. Compañeros  | 13 de diciembre | Cancha de Ciudad Colón |

#### Grupo C: Heredia
|  |    | Equipo                | PJ | G | E | P | GF | GC | Dif | Pts |
|  | -- | --------------------- | -- | - | - | - | -- | -- | --- | --- |
|  | 1. | AD San Rafael Hdia    | 10 | 8 | 0 | 2 | 28 | 20 | +8  | 24  |
|  | 2. | AD San Pablo Chirripó | 10 | 6 | 2 | 2 | 20 | 10 | +10 | 20  |
|  | 3. | AD Santo Domingo      | 10 | 5 | 4 | 1 | 30 | 19 | +11 | 19  |
|  | 4. | AD Barrealeña         | 10 | 3 | 2 | 5 | 18 | 21 | -3  | 11  |
|  | 5. | Barva FC              | 10 | 1 | 3 | 6 | 22 | 27 | -5  | 6   |
|  | 6. | Atlético Belén (*)    | 10 | 1 | 1 | 8 | 11 | 32 | -21 | 4   |

(*) Sancionado por incomparecencia a un partido
| Barva FC              | 2 - 3 | Atlético Belén      | 27 de septiembre | Cancha San Bartolomé     |
| AD. Santo Domingo     | 2 - 1 | AD. Barrealeña      | 27 de septiembre | Cancha Las Quebradas     |
| AD San Pablo Chirripó | 0 - 1 | AD. San Rafael Hdia | 27 de septiembre | Cancha Los Expresidentes |

| Atlético Belén      | 1 - 1 | AD San Pablo Chirripó | 04 de octubre | Cancha La Ribera, Belén |
| AD. Barrealeña      | 2 - 1 | Barva FC              | 04 de octubre | Cancha La Incubadora    |
| AD. San Rafael Hdia | 2 - 4 | AD. Santo Domingo     | 04 de octubre | Estadio Yuba Paniagua   |

| Barva FC              | 4 - 4 | AD. Santo Domingo   | 11 de octubre | Cancha San Bartolomé     |
| AD San Pablo Chirripó | 5 - 0 | AD. Barrealeña      | 11 de octubre | Cancha Los Expresidentes |
| Atlético Belén        | 2 - 4 | AD. San Rafael Hdia | 11 de octubre | Cancha La Ribera, Belén  |

| AD. Santo Domingo     | 3 - 1 | Atlético Belén      | 18 de octubre | Cancha Las Quebradas     |
| AD San Pablo Chirripó | 1 - 0 | Barva FC            | 18 de octubre | Cancha Los Expresidentes |
| AD. Barrealeña        | 2 - 4 | AD. San Rafael Hdia | 18 de octubre | Cancha La Incubadora     |

| AD. Santo Domingo   | 2 - 2 | AD San Pablo Chirripó | 25 de octubre | Cancha Las Quebradas  |
| AD. Barrealeña      | 5 - 1 | Atlético Belén        | 25 de octubre | Cancha La Incubadora  |
| AD. San Rafael Hdia | 1 - 0 | Barva FC              | 25 de octubre | Estadio Yuba Paniagua |

| Atlético Belén      | 1 - 3 | Barva FC              | 15 de noviembre | Cancha La Ribera, Belén |
| AD. Barrealeña      | 0 - 0 | AD. Santo Domingo     | 15 de noviembre | Cancha La Incubadora    |
| AD. San Rafael Hdia | 2 - 4 | AD San Pablo Chirripó | 15 de noviembre | Estadio Yuba Paniagua   |

| AD San Pablo Chirripó | 2 - 0 | Atlético Belén      | 22 de noviembre | Cancha Los Expresidentes |
| Barva FC              | 3 - 3 | AD. Barrealeña      | 22 de noviembre | Cancha San Bartolomé     |
| AD. Santo Domingo     | 2 - 3 | AD. San Rafael Hdia | 22 de noviembre | Cancha Las Quebradas     |

| AD. Santo Domingo   | 5 - 5 | Barva FC              | 29 de noviembre | Cancha Las Quebradas  |
| AD. Barrealeña      | 0 - 1 | AD San Pablo Chirripó | 29 de noviembre | Cancha La Incubadora  |
| AD. San Rafael Hdia | 3 - 2 | Atlético Belén        | 29 de noviembre | Estadio Yuba Paniagua |

| Atlético Belén      | 0 - 6 | AD. Santo Domingo     | 6 de diciembre | Cancha La Ribera, Belén |
| Barva FC            | 2 - 3 | AD San Pablo Chirripó | 6 de diciembre | Cancha San Bartolomé    |
| AD. San Rafael Hdia | 4 - 2 | AD. Barrealeña        | 6 de diciembre | Estadio Yuba Paniagua   |

| AD San Pablo Chirripó | 1 - 2 | AD. Santo Domingo   | 13 de diciembre | Cancha Los Expresidentes |
| Atlético Belén        | 0 - 3 | AD. Barrealeña      | 13 de diciembre | Cancha La Ribera, Belén  |
| Barva FC              | 2 - 4 | AD. San Rafael Hdia | 13 de diciembre | Cancha San Bartolomé     |

#### Grupo D: San José B
|  |    | Equipo                       | PJ | G | E | P | GF | GC | Dif | Pts |
|  | -- | ---------------------------- | -- | - | - | - | -- | -- | --- | --- |
|  | 1. | AD. San Luis - Sta. Teresita | 10 | 5 | 3 | 2 | 15 | 10 | +5  | 18  |
|  | 2. | AD. Valencia                 | 10 | 4 | 4 | 2 | 22 | 19 | +3  | 16  |
|  | 3. | AD. San Rafael Abajo         | 10 | 4 | 3 | 3 | 23 | 18 | +5  | 15  |
|  | 4. | CCDR. Curridabat             | 10 | 4 | 2 | 4 | 14 | 15 | -1  | 14  |
|  | 5. | CCDR. Montes de Oca          | 10 | 3 | 3 | 4 | 13 | 16 | -3  | 12  |
|  | 6. | Gallada FC                   | 10 | 2 | 1 | 7 | 12 | 21 | -9  | 7   |

| AD. San Luis - Sta. Teresita | 3 - 3 | AD. Valencia        | 27 de septiembre | Estadio ST. Center, Aserrí     |
| Gallada FC                   | 2 - 0 | CCDR. Montes de Oca | 27 de septiembre | Cancha Plazoleta, Desamparados |
| AD. San Rafael Abajo         | 1 - 1 | CCDR. Curridabat    | 27 de septiembre | Cancha de Desamparados         |

| AD. Valencia        | 3 - 3 | AD. San Rafael Abajo         | 04 de octubre | Estadio Lito Monge    |
| CCDR. Montes de Oca | 2 - 1 | AD. San Luis - Sta. Teresita | 04 de octubre | Estadio Manolo Amador |
| CCDR. Curridabat    | 4 - 1 | Gallada FC                   | 04 de octubre | Estadio Lito Monge    |

| AD. San Luis - Sta. Teresita | 3 - 0 | Gallada FC          | 11 de octubre | Estadio ST. Center, Aserrí |
| AD. San Rafael Abajo         | 2 - 3 | CCDR. Montes de Oca | 11 de octubre | Cancha de Desamparados     |
| AD. Valencia                 | 3 - 1 | CCDR. Curridabat    | 11 de octubre | Estadio Lito Monge         |

| Gallada FC           | 2 - 2 | AD. Valencia                 | 18 de octubre | Cancha Plazoleta, Desamparados |
| AD. San Rafael Abajo | 1 - 1 | AD. San Luis - Sta. Teresita | 18 de octubre | Cancha de Desamparados         |
| CCDR. Montes de Oca  | 1 - 1 | CCDR. Curridabat             | 18 de octubre | Estadio Manolo Amador          |

| Gallada FC          | 1 - 2 | AD. San Rafael Abajo         | 25 de octubre | Cancha Plazoleta, Desamparados |
| CCDR. Montes de Oca | 1 - 1 | AD. Valencia                 | 25 de octubre | Estadio Manolo Amador          |
| CCDR. Curridabat    | 0 - 1 | AD. San Luis - Sta. Teresita | 25 de octubre | Estadio Lito Monge             |

| AD. Valencia        | 1 - 2 | AD. San Luis - Sta. Teresita | 15 de noviembre | Estadio Lito Monge    |
| CCDR. Montes de Oca | 0 - 2 | Gallada FC                   | 15 de noviembre | Estadio Manolo Amador |
| CCDR. Curridabat    | 3 - 2 | AD. San Rafael Abajo         | 15 de noviembre | Estadio Lito Monge    |

| AD. San Rafael Abajo         | 5 - 2 | AD. Valencia        | 22 de noviembre | Cancha de Desamparados         |
| AD. San Luis - Sta. Teresita | 1 - 1 | CCDR. Montes de Oca | 22 de noviembre | Estadio ST. Center, Aserrí     |
| Gallada FC                   | 0 - 1 | CCDR. Curridabat    | 22 de noviembre | Cancha Plazoleta, Desamparados |

| Gallada FC          | 1 - 2 | AD. San Luis - Sta. Teresita | 29 de noviembre | Cancha Plazoleta, Desamparados |
| CCDR. Montes de Oca | 3 - 2 | AD. San Rafael Abajo         | 29 de noviembre | Estadio Manolo Amador          |
| CCDR. Curridabat    | 0 - 3 | AD. Valencia                 | 29 de noviembre | Estadio Lito Monge             |

| AD. Valencia                 | 3 - 2 | Gallada FC           | 6 de diciembre | Estadio Lito Monge         |
| AD. San Luis - Sta. Teresita | 0 - 1 | AD. San Rafael Abajo | 6 de diciembre | Estadio ST. Center, Aserrí |
| CCDR. Curridabat             | 3 - 2 | CCDR. Montes de Oca  | 6 de diciembre | Estadio Lito Monge         |

| AD. San Rafael Abajo         | 4 - 1 | Gallada FC          | 13 de diciembre | Cancha de Desamparados     |
| AD. Valencia                 | 1 - 0 | CCDR. Montes de Oca | 13 de diciembre | Estadio Lito Monge         |
| AD. San Luis - Sta. Teresita | 1 - 0 | CCDR. Curridabat    | 13 de diciembre | Estadio ST. Center, Aserrí |

#### Grupo E: Alajuela
|  |    | Equipo              | PJ | G | E | P | GF | GC | Dif | Pts |
|  | -- | ------------------- | -- | - | - | - | -- | -- | --- | --- |
|  | 1. | Selección de Canoas | 12 | 8 | 1 | 3 | 32 | 24 | +8  | 25  |
|  | 2. | ADR. Esparza        | 12 | 7 | 3 | 2 | 28 | 20 | +8  | 24  |
|  | 3. | AD. Mpal. San Ramón | 12 | 6 | 5 | 1 | 29 | 17 | +12 | 23  |
|  | 4. | Municipal Atenas    | 12 | 3 | 5 | 4 | 16 | 16 | 0   | 14  |
|  | 5. | AD. Valverde Vega   | 12 | 2 | 4 | 6 | 15 | 24 | -9  | 10  |
|  | 6. | AD. Pital           | 12 | 2 | 3 | 7 | 16 | 27 | -11 | 9   |
|  | 7. | Four Can FC (*)     | 12 | 2 | 3 | 7 | 20 | 28 | -8  | 9   |

(*) Sancionado por incomparecencia a un partido
| Four Can FC          | 1 - 4 | AD. Pital         | 13 de septiembre | Cancha San Isidro, Alajuela     |
| AD. Mpal. San Ramón  | 4 - 1 | AD. Valverde Vega | 13 de septiembre | Estadio Guillermo Vargas Roldán |
| AD. Selección Canoas | 1 - 0 | Municipal Atenas  | 13 de septiembre | Cancha de Canoas                |
| ADR. Esparza         | Libre |                   | 13 de septiembre |                                 |

| Municipal Atenas     | 2 - 2 | AD. Mpal. San Ramón | 20 de septiembre | Estadio Municipal de Atenas  |
| AD. Valverde Vega    | 4 - 3 | Four Can FC         | 20 de septiembre | Estadio Eliécer Pérez Conejo |
| AD. Pital            | 2 - 2 | ADR. Esparza        | 20 de septiembre | Estadio de Pital             |
| AD. Selección Canoas | Libre |                     | 20 de septiembre |                              |

| ADR. Esparza        | 3 - 0 | AD. Valverde Vega    | 27 de septiembre | Cancha Nances, Esparza          |
| Four Can FC         | 0 - 1 | Municipal Atenas     | 27 de septiembre | Cancha San Isidro, Alajuela     |
| AD. Mpal. San Ramón | 4 - 2 | AD. Selección Canoas | 27 de septiembre | Estadio Guillermo Vargas Roldán |
| AD. Pital           | Libre |                      | 27 de septiembre |                                 |

| AD. Selección Canoas | 4 - 2 | Four Can FC  | 04 de octubre | Cancha de Canoas             |
| Municipal Atenas     | 2 - 2 | ADR. Esparza | 04 de octubre | Estadio Municipal de Atenas  |
| AD. Valverde Vega    | 3- 0  | AD. Pital    | 04 de octubre | Estadio Eliécer Pérez Conejo |
| AD. Mpal. San Ramón  | Libre |              | 04 de octubre |                              |

| AD. Pital         | 0 - 0 | Municipal Atenas     | 11 de octubre | Estadio de Pital            |
| ADR. Esparza      | 3 - 5 | AD. Selección Canoas | 11 de octubre | Cancha Nances, Esparza      |
| Four Can FC       | 1 - 1 | AD. Mpal. San Ramón  | 11 de octubre | Cancha San Isidro, Alajuela |
| AD. Valverde Vega | Libre |                      | 11 de octubre |                             |

| AD. Mpal. San Ramón  | 1 - 1 | ADR. Esparza      | 18 de octubre | Estadio Guillermo Vargas Roldán |
| AD. Selección Canoas | 1 - 0 | AD. Pital         | 18 de octubre | Cancha de Canoas                |
| Municipal Atenas     | 4 - 1 | AD. Valverde Vega | 18 de octubre | Estadio Municipal de Atenas     |
| Four Can FC          | Libre |                   | 18 de octubre |                                 |

| AD. Valverde Vega | 1 - 1 | AD. Selección Canoas | 25 de octubre | Estadio Eliécer Pérez Conejo |
| AD. Pital         | 1 - 6 | AD. Mpal. San Ramón  | 25 de octubre | Estadio de Pital             |
| ADR. Esparza      | 3 - 1 | Four Can FC          | 25 de octubre | Cancha Nances, Esparza       |
| Municipal Atenas  | Libre |                      | 25 de octubre |                              |

| AD. Pital         | 3 - 5 | Four Can FC          | 1 de noviembre | Estadio de Pital             |
| AD. Valverde Vega | 0 - 0 | AD. Mpal. San Ramón  | 1 de noviembre | Estadio Eliécer Pérez Conejo |
| Municipal Atenas  | 0 - 1 | AD. Selección Canoas | 1 de noviembre | Estadio Municipal de Atenas  |
| ADR. Esparza      | Libre |                      | 1 de noviembre |                              |

| AD. Mpal. San Ramón  | 3 - 2 | Municipal Atenas  | 8 de noviembre | Estadio Guillermo Vargas Roldán |
| Four Can FC          | 2 - 0 | AD. Valverde Vega | 8 de noviembre | Cancha San Isidro, Alajuela     |
| ADR. Esparza         | 1 - 0 | AD. Pital         | 8 de noviembre | Cancha Nances, Esparza          |
| AD. Selección Canoas | Libre |                   | 8 de noviembre |                                 |

| AD. Valverde Vega    | 1 - 2 | ADR. Esparza        | 15 de noviembre | Estadio Eliécer Pérez Conejo |
| Municipal Atenas     | 2 - 2 | Four Can FC         | 15 de noviembre | Estadio Municipal de Atenas  |
| AD. Selección Canoas | 2 - 3 | AD. Mpal. San Ramón | 15 de noviembre | Cancha de Canoas             |
| AD. Pital            | Libre |                     | 15 de noviembre |                              |

| Four Can FC         | 2 - 3 | AD. Selección Canoas | 22 de noviembre | Cancha San Isidro, Alajuela |
| ADR. Esparza        | 3 - 1 | Municipal Atenas     | 22 de noviembre | Cancha Nances, Esparza      |
| AD. Pital           | 1 - 1 | AD. Valverde Vega    | 22 de noviembre | Estadio de Pital            |
| AD. Mpal. San Ramón | Libre |                      | 22 de noviembre |                             |

| Municipal Atenas     | 1 - 0 | AD. Pital    | 29 de noviembre | Estadio Municipal de Atenas     |
| AD. Selección Canoas | 5 - 2 | ADR. Esparza | 29 de noviembre | Cancha de Canoas                |
| AD. Mpal. San Ramón  | 0 - 0 | Four Can FC  | 29 de noviembre | Estadio Guillermo Vargas Roldán |
| AD. Valverde Vega    | Libre |              | 29 de noviembre |                                 |

| ADR. Esparza      | 4 - 2 | AD. Mpal. San Ramón  | 6 de diciembre | Cancha Nances, Esparza       |
| AD. Pital         | 4 - 3 | AD. Selección Canoas | 6 de diciembre | Estadio de Pital             |
| AD. Valverde Vega | 0 - 0 | Municipal Atenas     | 6 de diciembre | Estadio Eliécer Pérez Conejo |
| Four Can FC       | Libre |                      | 6 de diciembre |                              |

| AD. Selección Canoas | 4 - 3 | AD. Valverde Vega | 13 de diciembre | Cancha de Canoas                |
| AD. Mpal. San Ramón  | 3 - 1 | AD. Pital         | 13 de diciembre | Estadio Guillermo Vargas Roldán |
| Four Can FC          | 0 - 2 | ADR. Esparza      | 13 de diciembre | Cancha San Isidro, Alajuela     |
| Municipal Atenas     | Libre |                   | 13 de diciembre |                                 |

#### Grupo F: Limón
|  |    | Equipo                      | PJ | G | E | P | GF | GC | Dif | Pts |
|  | -- | --------------------------- | -- | - | - | - | -- | -- | --- | --- |
|  | 1. | AD. Fútbol de Siquirres (D) | 12 | 9 | 2 | 1 | 27 | 13 | +14 | 29  |
|  | 2. | Limón FC                    | 12 | 8 | 1 | 3 | 23 | 16 | +7  | 25  |
|  | 3. | Asoc. Talentos del Caribe   | 12 | 7 | 1 | 4 | 26 | 13 | +13 | 22  |
|  | 4. | ASD. El Cairo (+)           | 12 | 3 | 3 | 6 | 18 | 25 | -7  | 12  |
|  | 5. | La Francia FC               | 12 | 3 | 3 | 6 | 21 | 21 | 0   | 12  |
|  | 6. | Dep. Espinoza Indiana       | 12 | 4 | 0 | 8 | 16 | 33 | -17 | 12  |
|  | 7. | Deportivo Caribe Sur        | 12 | 2 | 2 | 8 | 18 | 28 | -10 | 8   |

(+) Clasifica ASD. El Cairo ya que en sus duelos con La Francia FC obtuvo mejores resultados
(D): Equipo que Descendió de la Liga de Ascenso (Segunda División) 2014-2015
| AD. Fútbol de Siquirres | 2 - 0 | Dep. Espinoza Indiana     | 13 de septiembre | Cancha de Siquirres  |
| La Francia FC           | 1 - 3 | Asoc. Talentos del Caribe | 13 de septiembre | Cancha de La Francia |
| Deportivo Caribe Sur    | 2 - 3 | Limón FC                  | 13 de septiembre | Cancha de Pocora     |
| ASD. El Cairo           | Libre |                           | 13 de septiembre |                      |

| Limón FC                  | 1 - 1 | La Francia FC           | 20 de septiembre | Estadio Juán Gobán         |
| Asoc. Talentos del Caribe | 2 - 0 | AD. Fútbol de Siquirres | 20 de septiembre | Cancha Puerto Viejo, Limón |
| Dep. Espinoza Indiana     | 2 - 0 | ASD. El Cairo           | 20 de septiembre | Cancha Indiana Tres        |
| Deportivo Caribe Sur      | Libre |                         | 20 de septiembre |                            |

| ASD. El Cairo           | 1 - 0 | Asoc. Talentos del Caribe | 27 de septiembre | Cancha El Cairo, Siquirres |
| AD. Fútbol de Siquirres | 2 - 0 | Limón FC                  | 27 de septiembre | Cancha de Siquirres        |
| La Francia FC           | 3 - 0 | Deportivo Caribe Sur      | 27 de septiembre | Cancha de La Francia       |
| Dep. Espinoza Indiana   | Libre |                           | 27 de septiembre |                            |

| Deportivo Caribe Sur      | 1 - 3 | AD. Fútbol de Siquirres | 04 de octubre | Cancha de Pocora           |
| Limón FC                  | 2 - 0 | ASD. El Cairo           | 04 de octubre | Estadio Juán Gobán         |
| Asoc. Talentos del Caribe | 3 - 0 | Dep. Espinoza Indiana   | 04 de octubre | Cancha Puerto Viejo, Limón |
| La Francia FC             | Libre |                         | 04 de octubre |                            |

| Dep. Espinoza Indiana     | 1 - 3 | Limón FC             | 11 de octubre | Cancha Indiana Tres        |
| ASD. El Cairo             | 0 - 0 | Deportivo Caribe Sur | 11 de octubre | Cancha El Cairo, Siquirres |
| AD. Fútbol de Siquirres   | 2 - 1 | La Francia FC        | 11 de octubre | Cancha de Siquirres        |
| Asoc. Talentos del Caribe | Libre |                      | 11 de octubre |                            |

| La Francia FC           | 1 - 1 | ASD. El Cairo             | 18 de octubre | Cancha de La Francia |
| Deportivo Caribe Sur    | 0 - 2 | Dep. Espinoza Indiana     | 18 de octubre | Cancha de Pocora     |
| Limón FC                | 1 - 0 | Asoc. Talentos del Caribe | 18 de octubre | Estadio Juán Gobán   |
| AD. Fútbol de Siquirres | Libre |                           | 18 de octubre |                      |

| Asoc. Talentos del Caribe | 1 - 1 | Deportivo Caribe Sur    | 25 de octubre | Cancha Puerto Viejo, Limón |
| Dep. Espinoza Indiana     | 0 - 6 | La Francia FC           | 25 de octubre | Cancha Indiana Tres        |
| ASD. El Cairo             | 0 - 3 | AD. Fútbol de Siquirres | 25 de octubre | Cancha El Cairo, Siquirres |
| Limón FC                  | Libre |                         | 25 de octubre |                            |

| Dep. Espinoza Indiana     | 2 - 5 | AD. Fútbol de Siquirres | 1 de noviembre | Cancha Indiana Tres        |
| Asoc. Talentos del Caribe | 4 - 2 | La Francia FC           | 1 de noviembre | Cancha Puerto Viejo, Limón |
| Limón FC                  | 2 - 0 | Deportivo Caribe Sur    | 1 de noviembre | Estadio Juán Gobán         |
| ASD. El Cairo             | Libre |                         | 1 de noviembre |                            |

| La Francia FC           | 1 - 2 | Limón FC                  | 8 de noviembre | Cancha de La Francia       |
| AD. Fútbol de Siquirres | 2 - 1 | Asoc. Talentos del Caribe | 8 de noviembre | Cancha de Siquirres        |
| ASD. El Cairo           | 5 - 2 | Dep. Espinoza Indiana     | 8 de noviembre | Cancha El Cairo, Siquirres |
| Deportivo Caribe Sur    | Libre |                           | 8 de noviembre |                            |

| Asoc. Talentos del Caribe | 2 - 0 | ASD. El Cairo           | 15 de noviembre | Cancha Puerto Viejo, Limón |
| Limón FC                  | 1 - 2 | AD. Fútbol de Siquirres | 15 de noviembre | Estadio Juán Gobán         |
| Deportivo Caribe Sur      | 3 - 0 | La Francia FC           | 15 de noviembre | Cancha de Pocora           |
| Dep. Espinoza Indiana     | Libre |                         | 15 de noviembre |                            |

| AD. Fútbol de Siquirres | 3 - 2 | Deportivo Caribe Sur      | 22 de noviembre | Cancha de Siquirres        |
| ASD. El Cairo           | 3 - 4 | Limón FC                  | 22 de noviembre | Cancha El Cairo, Siquirres |
| Dep. Espinoza Indiana   | 2 - 1 | Asoc. Talentos del Caribe | 22 de noviembre | Cancha Indiana Tres        |
| La Francia FC           | Libre |                           | 22 de noviembre |                            |

| Limón FC                  | 3 - 1 | Dep. Espinoza Indiana   | 29 de noviembre | Estadio Juán Gobán   |
| Deportivo Caribe Sur      | 5 - 2 | ASD. El Cairo           | 29 de noviembre | Cancha de Pocora     |
| La Francia FC             | 1 - 1 | AD. Fútbol de Siquirres | 29 de noviembre | Cancha de La Francia |
| Asoc. Talentos del Caribe | Libre |                         | 29 de noviembre |                      |

| ASD. El Cairo             | 3 - 2 | La Francia FC        | 6 de diciembre | Cancha El Cairo, Siquirres |
| Dep. Espinoza Indiana     | 3 - 2 | Deportivo Caribe Sur | 6 de diciembre | Cancha Indiana Tres        |
| Asoc. Talentos del Caribe | 3 - 1 | Limón FC             | 6 de diciembre | Cancha Puerto Viejo, Limón |
| AD. Fútbol de Siquirres   | Libre |                      | 6 de diciembre |                            |

| Deportivo Caribe Sur    | 2 - 4 | Asoc. Talentos del Caribe | 13 de diciembre | Cancha de Pocora     |
| La Francia FC           | 2 - 1 | Dep. Espinoza Indiana     | 13 de diciembre | Cancha de La Francia |
| AD. Fútbol de Siquirres | 2 - 2 | ASD. El Cairo             | 13 de diciembre | Cancha de Siquirres  |
| Limón FC                | Libre |                           | 13 de diciembre |                      |

#### Grupo G: Puntarenas
|  |    | Equipo                    | PJ | G | E | P | GF | GC | Dif | Pts |
|  | -- | ------------------------- | -- | - | - | - | -- | -- | --- | --- |
|  | 1. | Municipal Quepos          | 8  | 4 | 2 | 2 | 13 | 9  | +4  | 14  |
|  | 2. | AD. Carrizaleña           | 8  | 4 | 1 | 3 | 13 | 15 | -2  | 13  |
|  | 3. | AD. Municipal Parrita (*) | 8  | 4 | 1 | 3 | 20 | 10 | +10 | 13  |
|  | 4. | AD. Golfito Zona Sur      | 8  | 3 | 2 | 3 | 12 | 15 | -3  | 11  |
|  | 5. | Puerto Jiménez FC         | 8  | 2 | 0 | 6 | 9  | 18 | -9  | 6   |

(*) Sancionado por incomparecencia a un partido
| AD. Municipal Parrita | 0 - 2 | Municipal Quepos | 27 de septiembre | Estadio Municipal de Parrita |
| AD. Golfito Zona Sur  | 3 - 4 | Carrizal         | 27 de septiembre | Estadio Fortunato Atencio    |
| Puerto Jiménez FC     | Libre |                  | 27 de septiembre |                              |

| Municipal Quepos     | 2 - 1 | Puerto Jiménez FC     | 04 de octubre | Cancha de Quepos   |
| AD. Carrizaleña      | 2 - 1 | AD. Municipal Parrita | 04 de octubre | Cancha de Carrizal |
| AD. Golfito Zona Sur | Libre |                       | 04 de octubre |                    |

| AD. Municipal Parrita | 4 - 0 | AD. Golfito Zona Sur | 11 de octubre | Estadio Municipal de Parrita |
| Puerto Jiménez FC     | 2 - 0 | AD. Carrizaleña      | 11 de octubre | Cancha de Puerto Jiménez     |
| Municipal Quepos      | Libre |                      | 11 de octubre |                              |

| AD. Golfito Zona Sur | 3 - 1 | Municipal Quepos      | 18 de octubre | Estadio Fortunato Atencio |
| Puerto Jiménez FC    | 0 - 5 | AD. Municipal Parrita | 18 de octubre | Cancha de Puerto Jiménez  |
| AD. Carrizaleña      | Libre |                       | 18 de octubre |                           |

| AD. Golfito Zona Sur  | 3 - 2 | Puerto Jiménez FC | 25 de octubre | Estadio Fortunato Atencio |
| AD. Carrizaleña       | 2 - 0 | Municipal Quepos  | 25 de octubre | Cancha de Carrizal        |
| AD. Municipal Parrita | Libre |                   | 25 de octubre |                           |

| Municipal Quepos  | 2 - 2 | AD. Municipal Parrita | 15 de noviembre | Cancha de Quepos   |
| AD. Carrizaleña   | 1 - 1 | AD. Golfito Zona Sur  | 15 de noviembre | Cancha de Carrizal |
| Puerto Jiménez FC | Libre |                       | 15 de noviembre |                    |

| Puerto Jiménez FC     | 0 - 1 | Municipal Quepos | 22 de noviembre | Cancha de Puerto Jiménez     |
| AD. Municipal Parrita | 3 - 0 | AD. Carrizaleña  | 22 de noviembre | Estadio Municipal de Parrita |
| AD. Golfito Zona Sur  | Libre |                  | 22 de noviembre |                              |

| AD. Golfito Zona Sur | 2 - 1 | AD. Municipal Parrita | 29 de noviembre | Estadio Fortunato Atencio |
| AD. Carrizaleña      | 3 - 0 | Puerto Jiménez FC     | 29 de noviembre | Cancha de Carrizal        |
| Municipal Quepos     | Libre |                       | 29 de noviembre |                           |

| Municipal Quepos      | 0 - 0 | AD. Golfito Zona Sur | 6 de diciembre | Cancha de Quepos             |
| AD. Municipal Parrita | 4 - 2 | Puerto Jiménez FC    | 6 de diciembre | Estadio Municipal de Parrita |
| AD. Carrizaleña       | Libre |                      | 6 de diciembre |                              |

| Puerto Jiménez FC     | 2 - 0 | AD. Golfito Zona Sur | 13 de diciembre | Cancha de Puerto Jiménez |
| Municipal Quepos      | 5 - 1 | AD. Carrizaleña      | 13 de diciembre | Cancha de Quepos         |
| AD. Municipal Parrita | Libre |                      | 13 de diciembre |                          |

#### Grupo H: Guanacaste
|  |    | Equipo                    | PJ | G | E | P | GF | GC | Dif | Pts |
|  | -- | ------------------------- | -- | - | - | - | -- | -- | --- | --- |
|  | 1. | AD. Santa Rosa            | 14 | 9 | 2 | 3 | 32 | 21 | +11 | 29  |
|  | 2. | Atlético Coco             | 14 | 8 | 2 | 4 | 29 | 23 | +6  | 26  |
|  | 3. | AD. Cuajiniquil           | 14 | 7 | 1 | 6 | 30 | 32 | -2  | 22  |
|  | 4. | AD. Fortuna FC (+)        | 14 | 5 | 5 | 4 | 31 | 24 | +7  | 20  |
|  | 5. | AD. Isla Venado           | 14 | 6 | 2 | 6 | 28 | 21 | +7  | 20  |
|  | 6. | AD. Santa Cruz FC         | 14 | 5 | 3 | 6 | 24 | 26 | -2  | 18  |
|  | 7. | Asoc. Municipal Lajas (*) | 14 | 3 | 4 | 8 | 19 | 32 | -13 | 13  |
|  | 8. | AD. San Buenaventura      | 14 | 1 | 5 | 8 | 25 | 39 | -14 | 8   |

(+) Clasifica AD. Fortuna FC ya que en sus duelos con AD. Isla Venado obtuvo mejores resultados
(*) Sancionado por incomparecencia a un partido
| AD. Cuajiniquil       | 2 - 4 | Atlético Coco        | 13 de septiembre | Cancha de Cuajiniquil |
| Asoc. Municipal Lajas | 2 - 1 | AD. Fortuna FC       | 13 de septiembre | Estadio Cacique Diriá |
| AD. Isla Venado       | 2 - 0 | AD. Santa Rosa       | 13 de septiembre | Cancha La Florida     |
| AD. Santa Cruz FC     | 3 - 2 | AD. San Buenaventura | 13 de septiembre | Estadio Cacique Diriá |

| AD. Santa Cruz FC    | 4 - 1 | AD. Cuajiniquil       | 20 de septiembre | Estadio Cacique Diriá        |
| AD. San Buenaventura | 0 - 2 | AD. Isla Venado       | 20 de septiembre | Cancha San Buenaventura      |
| AD. Santa Rosa       | 2 - 1 | Asoc. Municipal Lajas | 20 de septiembre | Cancha Santa Rosa, Abangares |
| AD. Fortuna FC       | 1 - 2 | Atlético Coco         | 20 de septiembre | Cancha Fortuna, Bagaces      |

| AD. Cuajiniquil       | 1 - 0 | AD. Fortuna FC       | 27 de septiembre | Cancha de Cuajiniquil  |
| Atlético Coco         | 1 - 2 | AD. Santa Rosa       | 27 de septiembre | Cancha Playas del Coco |
| Asoc. Municipal Lajas | 1 - 1 | AD. San Buenaventura | 27 de septiembre | Estadio Cacique Diriá  |
| AD. Isla Venado       | 0 - 0 | AD. Santa Cruz FC    | 27 de septiembre | Cancha La Florida      |

| AD. Isla Venado      | 4 - 3 | AD. Cuajiniquil       | 04 de octubre | Cancha La Florida            |
| AD. Santa Cruz FC    | 2 - 2 | Asoc. Municipal Lajas | 04 de octubre | Estadio Cacique Diriá        |
| AD. San Buenaventura | 2 - 2 | Atlético Coco         | 04 de octubre | Cancha San Buenaventura      |
| AD. Santa Rosa       | 2 - 2 | AD. Fortuna FC        | 04 de octubre | Cancha Santa Rosa, Abangares |

| AD. Cuajiniquil       | 2 - 1 | AD. Santa Rosa       | 11 de octubre | Cancha de Cuajiniquil   |
| AD. Fortuna FC        | 2 - 2 | AD. San Buenaventura | 11 de octubre | Cancha Fortuna, Bagaces |
| Atlético Coco         | 3 - 2 | AD. Santa Cruz FC    | 11 de octubre | Cancha Playas del Coco  |
| Asoc. Municipal Lajas | 4 - 7 | AD. Isla Venado      | 11 de octubre | Estadio Cacique Diriá   |

| Asoc. Municipal Lajas | 0 - 2 | AD. Cuajiniquil | 18 de octubre | Estadio Cacique Diriá   |
| AD. Isla Venado       | 0 - 1 | Atlético Coco   | 18 de octubre | Cancha La Florida       |
| AD. Santa Cruz FC     | 1 - 1 | AD. Fortuna FC  | 18 de octubre | Estadio Cacique Diriá   |
| AD. San Buenaventura  | 0 - 4 | AD. Santa Rosa  | 18 de octubre | Cancha San Buenaventura |

| AD. Cuajiniquil | 3 - 1 | AD. San Buenaventura  | 25 de octubre | Cancha de Cuajiniquil        |
| AD. Santa Rosa  | 2 - 1 | AD. Santa Cruz FC     | 25 de octubre | Cancha Santa Rosa, Abangares |
| AD. Fortuna FC  | 4 - 2 | AD. Isla Venado       | 25 de octubre | Cancha Fortuna, Bagaces      |
| Atlético Coco   | 2 - 3 | Asoc. Municipal Lajas | 25 de octubre | Cancha Playas del Coco       |

| Atlético Coco        | 1 - 1 | AD. Cuajiniquil       | 1 de noviembre | Cancha Playas del Coco       |
| AD. Fortuna FC       | 2 - 1 | Asoc. Municipal Lajas | 1 de noviembre | Cancha Fortuna, Bagaces      |
| AD. Santa Rosa       | 2 - 1 | AD. Isla Venado       | 1 de noviembre | Cancha Santa Rosa, Abangares |
| AD. San Buenaventura | 1 - 3 | AD. Santa Cruz FC     | 1 de noviembre | Cancha San Buenaventura      |

| AD. Cuajiniquil       | 2 - 3 | AD. Santa Cruz FC    | 8 de noviembre | Cancha de Cuajiniquil  |
| AD. Isla Venado       | 4 - 1 | AD. San Buenaventura | 8 de noviembre | Cancha La Florida      |
| Asoc. Municipal Lajas | 0 - 5 | AD. Santa Rosa       | 8 de noviembre | Estadio Cacique Diriá  |
| Atlético Coco         | 3 - 2 | AD. Fortuna FC       | 8 de noviembre | Cancha Playas del Coco |

| AD. Fortuna FC       | 4 - 0 | AD. Cuajiniquil       | 15 de noviembre | Cancha Fortuna, Bagaces      |
| AD. Santa Rosa       | 3 - 2 | Atlético Coco         | 15 de noviembre | Cancha Santa Rosa, Abangares |
| AD. San Buenaventura | 2 - 2 | Asoc. Municipal Lajas | 15 de noviembre | Cancha San Buenaventura      |
| AD. Santa Cruz FC    | 1 - 0 | AD. Isla Venado       | 15 de noviembre | Estadio Cacique Diriá        |

| AD. Cuajiniquil       | 3 - 2 | AD. Isla Venado      | 22 de noviembre | Cancha de Cuajiniquil   |
| Asoc. Municipal Lajas | 1 - 0 | AD. Santa Cruz FC    | 22 de noviembre | Estadio Cacique Diriá   |
| Atlético Coco         | 4 - 1 | AD. San Buenaventura | 22 de noviembre | Cancha Playas del Coco  |
| AD. Fortuna FC        | 1 - 1 | AD. Santa Rosa       | 22 de noviembre | Cancha Fortuna, Bagaces |

| AD. Santa Rosa       | 5 - 1 | AD. Cuajiniquil       | 29 de noviembre | Cancha Santa Rosa, Abangares |
| AD. San Buenaventura | 4 - 4 | AD. Fortuna FC        | 29 de noviembre | Cancha San Buenaventura      |
| AD. Santa Cruz FC    | 1 - 2 | Atlético Coco         | 29 de noviembre | Estadio Cacique Diriá        |
| AD. Isla Venado      | 0 - 0 | Asoc. Municipal Lajas | 29 de noviembre | Cancha La Florida            |

| AD. Cuajiniquil | 4 - 2 | Asoc. Municipal Lajas | 6 de diciembre | Cancha de Cuajiniquil        |
| Atlético Coco   | 0 - 3 | AD. Isla Venado       | 6 de diciembre | Cancha Playas del Coco       |
| AD. Fortuna FC  | 6 - 3 | AD. Santa Cruz FC     | 6 de diciembre | Estadio de Bagaces           |
| AD. Santa Rosa  | 0 - 7 | AD. San Buenaventura  | 6 de diciembre | Cancha Santa Rosa, Abangares |

| AD. San Buenaventura  | 1 - 5 | AD. Cuajiniquil | 13 de diciembre | Cancha San Buenaventura |
| AD. Santa Cruz FC     | 0 - 3 | AD. Santa Rosa  | 13 de diciembre | Estadio Cacique Diriá   |
| AD. Isla Venado       | 0 - 1 | AD. Fortuna FC  | 13 de diciembre | Cancha La Florida       |
| Asoc. Municipal Lajas | 0 - 2 | Atlético Coco   | 13 de diciembre | Estadio Cacique Diriá   |

### Segunda fase

#### Cuadrangular Uno
|  |    | Equipo              | PJ | G | E | P | GF | GC | Dif | Pts |
|  | -- | ------------------- | -- | - | - | - | -- | -- | --- | --- |
|  | 1. | Municipal Guarco    | 6  | 4 | 2 | 0 | 11 | 6  | +5  | 14  |
|  | 2. | AD. Mpal. San Ramón | 6  | 2 | 3 | 1 | 11 | 7  | +4  | 9   |
|  | 3. | Municipal Atenas    | 6  | 2 | 2 | 2 | 6  | 6  | 0   | 8   |
|  | 4. | AD. Lankaster 1943  | 6  | 0 | 1 | 5 | 2  | 11 | -9  | 1   |

| Municipal Guarco   | 2 - 2 | AD. Mpal. San Ramón | 17 de enero de 2016 | Cancha El Tejar, Guarco          |
| AD. Lankaster 1943 | 0 - 1 | Municipal Atenas    | 17 de enero de 2016 | Cancha de Agua Caliente, Cartago |

| Municipal Atenas    | 1 - 2 | Municipal Guarco   | 24 de enero de 2016 | Estadio Municipal de Atenas     |
| AD. Mpal. San Ramón | 3 - 0 | AD. Lankaster 1943 | 24 de enero de 2016 | Estadio Guillermo Vargas Roldán |

| Municipal Guarco | 1 - 0 | AD. Lankaster 1943  | 31 de enero de 2016 | Cancha El Tejar, Guarco     |
| Municipal Atenas | 2 - 1 | AD. Mpal. San Ramón | 31 de enero de 2016 | Estadio Municipal de Atenas |

| AD. Mpal. San Ramón | 2 - 2 | Municipal Guarco   | 14 de febrero de 2016 | Estadio Guillermo Vargas Roldán |
| Municipal Atenas    | 1 - 1 | AD. Lankaster 1943 | 14 de febrero de 2016 | Estadio Municipal de Atenas     |

| Municipal Guarco   | 2 - 1 | Municipal Atenas    | 21 de febrero de 2016 | Cancha El Tejar, Guarco          |
| AD. Lankaster 1943 | 1 - 3 | AD. Mpal. San Ramón | 21 de febrero de 2016 | Cancha de Agua Caliente, Cartago |

| AD. Lankaster 1943  | 0 - 2 | Municipal Guarco | 28 de febrero de 2016 | Cancha de Dulce Nombre, Cartago |
| AD. Mpal. San Ramón | 0 - 0 | Municipal Atenas | 28 de febrero de 2016 | Estadio Guillermo Vargas Roldán |

#### Cuadrangular Dos
|  |    | Equipo                    | PJ | G | E | P | GF | GC | Dif | Pts |
|  | -- | ------------------------- | -- | - | - | - | -- | -- | --- | --- |
|  | 1. | Asoc. Talentos del Caribe | 6  | 4 | 1 | 1 | 14 | 7  | +7  | 13  |
|  | 2. | Municipal Santa Ana       | 6  | 3 | 0 | 3 | 12 | 8  | +4  | 9   |
|  | 3. | AD. San Felipe            | 6  | 2 | 1 | 3 | 7  | 11 | -4  | 7   |
|  | 4. | ASD. El Cairo             | 6  | 2 | 0 | 4 | 5  | 11 | -6  | 6   |

| Municipal Santa Ana | 4 - 1 | Asoc. Talentos del Caribe | 17 de enero de 2016 | Cancha de Piedades    |
| AD. San Felipe      | 2 - 0 | ASD. El Cairo             | 17 de enero de 2016 | Estadio de Alajuelita |

| Asoc. Talentos del Caribe | 6 - 2 | AD. San Felipe      | 24 de enero de 2016 | Cancha de Puerto Viejo |
| ASD. El Cairo             | 2 - 1 | Municipal Santa Ana | 24 de enero de 2016 | Cancha de El Cairo     |

| Municipal Santa Ana | 1 - 2 | AD. San Felipe            | 31 de enero de 2016 | Cancha de Piedades |
| ASD. El Cairo       | 0 - 1 | Asoc. Talentos del Caribe | 31 de enero de 2016 | Cancha de El Cairo |

| Asoc. Talentos del Caribe | 3 - 2 | Municipal Santa Ana | 14 de febrero de 2016 | Cancha de Puerto Viejo |
| ASD. El Cairo             | 3 - 1 | AD. San Felipe      | 14 de febrero de 2016 | Cancha de El Cairo     |

| AD. San Felipe      | 0 - 0 | Asoc. Talentos del Caribe | 21 de febrero de 2016 | Estadio de Alajuelita |
| Municipal Santa Ana | 3 - 0 | ASD. El Cairo             | 21 de febrero de 2016 | Cancha de Piedades    |

| AD. San Felipe            | 0 - 1 | Municipal Santa Ana | 28 de febrero de 2016 | Estadio de Alajuelita  |
| Asoc. Talentos del Caribe | 3 - 0 | ASD. El Cairo       | 28 de febrero de 2016 | Cancha de Puerto Viejo |

#### Cuadrangular Tres
|  |    | Equipo                    | PJ | G | E | P | GF | GC | Dif | Pts |
|  | -- | ------------------------- | -- | - | - | - | -- | -- | --- | --- |
|  | 1. | AD. Golfito Zona Sur      | 6  | 3 | 2 | 1 | 10 | 7  | +3  | 11  |
|  | 2. | AD San Pablo Chirripó     | 6  | 3 | 2 | 1 | 9  | 5  | +4  | 11  |
|  | 3. | AD San Rafael Hdia (*)    | 6  | 3 | 0 | 2 | 9  | 8  | +1  | 9   |
|  | 4. | AD. Municipal Parrita (+) | 6  | 0 | 2 | 4 | 2  | 11 | -9  | 2   |

(*) Sancionado por incomparecencia

(+) Se retiró del Torneo
| AD San Rafael Hdia    | 3 - 0 (*) | AD. Municipal Parrita | 17 de enero de 2016 | Estadio Yuba Paniagua    |
| AD San Pablo Chirripó | 0 - 1     | AD. Golfito Zona Sur  | 17 de enero de 2016 | Cancha Los Expresidentes |

| AD. Golfito Zona Sur  | 4 - 2 | AD San Rafael Hdia    | 24 de enero de 2016 | Estadio Fortunato Atencio    |
| AD. Municipal Parrita | 1 - 1 | AD San Pablo Chirripó | 24 de enero de 2016 | Estadio Municipal de Parrita |

| AD. Golfito Zona Sur | 1 - 1 | AD. Municipal Parrita | 31 de enero de 2016 | Estadio Fortunato Atencio |
| AD San Rafael Hdia   | 1 - 2 | AD San Pablo Chirripó | 31 de enero de 2016 | Cancha Bajo Los Molinos   |

| AD. Municipal Parrita | 0 - 2 | AD San Rafael Hdia    | 14 de febrero de 2016 | Estadio Municipal de Parrita |
| AD. Golfito Zona Sur  | 2 - 2 | AD San Pablo Chirripó | 14 de febrero de 2016 | Estadio Fortunato Atencio    |

| AD San Rafael Hdia    | 2 - 0 | AD. Golfito Zona Sur  | 21 de febrero de 2016 | Cancha Bajo Los Molinos  |
| AD San Pablo Chirripó | 2 - 0 | AD. Municipal Parrita | 21 de febrero de 2016 | Cancha Los Expresidentes |

| AD. Municipal Parrita | 0 - 2     | AD. Golfito Zona Sur | 28 de febrero de 2016 | Estadio Municipal de Parrita |
| AD San Pablo Chirripó | 2 - 0 (*) | AD San Rafael Hdia   | 28 de febrero de 2016 | Cancha Los Expresidentes     |

#### Cuadrangular Cuatro
|  |    | Equipo                       | PJ | G | E | P | GF | GC | Dif | Pts |
|  | -- | ---------------------------- | -- | - | - | - | -- | -- | --- | --- |
|  | 1. | AD. Cuajiniquil (*)          | 6  | 4 | 0 | 2 | 9  | 5  | +4  | 12  |
|  | 2. | AD. Valencia                 | 6  | 3 | 1 | 2 | 16 | 13 | +3  | 10  |
|  | 3. | AD. Fortuna FC (*)           | 6  | 2 | 1 | 3 | 10 | 12 | -2  | 7   |
|  | 4. | AD. San Luis - Sta. Teresita | 6  | 2 | 0 | 4 | 5  | 10 | -5  | 6   |

(*) Sancionado por incomparecencia
| AD. San Luis - Sta. Teresita | 0 - 2 | AD. Cuajiniquil | 17 de enero de 2016 | Estadio ST Center  |
| AD. Valencia                 | 4 - 3 | AD. Fortuna FC  | 17 de enero de 2016 | Estadio Lito Monge |

| AD. Cuajiniquil | 3 - 2 | AD. Valencia                 | 24 de enero de 2016 | Cancha de Cuajiniquil |
| AD. Fortuna FC  | 1 - 0 | AD. San Luis - Sta. Teresita | 24 de enero de 2016 | Estadio de Bagaces    |

| AD. Fortuna FC               | 1 - 0 | AD. Cuajiniquil | 31 de enero de 2016 | Estadio de Bagaces |
| AD. San Luis - Sta. Teresita | 1 - 3 | AD. Valencia    | 31 de enero de 2016 | Estadio ST Center  |

| AD. Cuajiniquil | 0 - 2 | AD. San Luis - Sta. Teresita | 14 de febrero de 2016 | Cancha de Cuajiniquil |
| AD. Fortuna FC  | 4 - 4 | AD. Valencia                 | 14 de febrero de 2016 | Estadio de Bagaces    |

| AD. Valencia                 | 0 - 2 | AD. Cuajiniquil | 21 de febrero de 2016 | Estadio Lito Monge |
| AD. San Luis - Sta. Teresita | 2 - 1 | AD. Fortuna FC  | 21 de febrero de 2016 | Estadio ST Center  |

| AD. Cuajiniquil | 0 - 2 | AD. Fortuna FC               | 28 de febrero de 2016 | Cancha de Cuajiniquil |
| AD. Valencia    | 3 - 0 | AD. San Luis - Sta. Teresita | 28 de febrero de 2016 | Estadio Lito Monge    |

#### Cuadrangular Cinco
|  |    | Equipo                  | PJ | G | E | P | GF | GC | Dif | Pts |
|  | -- | ----------------------- | -- | - | - | - | -- | -- | --- | --- |
|  | 1. | ADR. Esparza            | 6  | 5 | 1 | 0 | 18 | 6  | +12 | 16  |
|  | 2. | AD. Conce La Unión      | 6  | 2 | 2 | 2 | 13 | 12 | +1  | 8   |
|  | 3. | Selección de Canoas (*) | 6  | 2 | 2 | 2 | 11 | 12 | -1  | 8   |
|  | 4. | AD. Tirrases FC         | 6  | 0 | 1 | 5 | 9  | 21 | -12 | 1   |

(*) Sancionado por incomparecencia 
| Selección de Canoas | 2 - 1 | AD. Tirrases FC    | 17 de enero de 2016 | Cancha de Canoas  |
| ADR. Esparza        | 2 - 1 | AD. Conce La Unión | 17 de enero de 2016 | Cancha Los Nances |

| AD. Conce La Unión | 3 - 3 | Selección de Canoas | 24 de enero de 2016 | Cancha Jesús "Chizeta" Rojas |
| AD. Tirrases FC    | 2 - 4 | ADR. Esparza        | 24 de enero de 2016 | Cancha de Cipreses           |

| Selección de Canoas | 1 - 1 | ADR. Esparza    | 31 de enero de 2016 | Cancha de Canoas             |
| AD. Conce La Unión  | 2 - 1 | AD. Tirrases FC | 31 de enero de 2016 | Cancha Jesús "Chizeta" Rojas |

| AD. Tirrases FC    | 2 - 5 | Selección de Canoas | 14 de febrero de 2016 | Cancha de Cipreses           |
| AD. Conce La Unión | 2 - 3 | ADR. Esparza        | 14 de febrero de 2016 | Cancha Jesús "Chizeta" Rojas |

| Selección de Canoas | 0 - 2 | AD. Conce La Unión | 21 de febrero de 2016 | Cancha de Canoas  |
| ADR. Esparza        | 5 - 0 | AD. Tirrases FC    | 21 de febrero de 2016 | Cancha Los Nances |

| ADR. Esparza    | 3 - 0 | Selección de Canoas | 28 de febrero de 2016 | Cancha Paraíso, Esparza |
| AD. Tirrases FC | 3 - 3 | AD. Conce La Unión  | 28 de febrero de 2016 | Cancha de Cipreses      |

#### Cuadrangular Seis
|  |    | Equipo                  | PJ | G | E | P | GF | GC | Dif | Pts |
|  | -- | ----------------------- | -- | - | - | - | -- | -- | --- | --- |
|  | 1. | Limón FC                | 6  | 3 | 1 | 2 | 12 | 5  | +7  | 10  |
|  | 2. | AD. Fútbol de Siquirres | 6  | 3 | 1 | 2 | 14 | 12 | +2  | 10  |
|  | 3. | AD. Sagrada Familia     | 6  | 3 | 0 | 3 | 11 | 10 | +1  | 9   |
|  | 4. | Juventud Escazuceña     | 6  | 2 | 0 | 4 | 8  | 18 | -10 | 6   |

| AD. Fútbol de Siquirres | 4 - 2 | AD. Sagrada Familia | 17 de enero de 2016 | Cancha de Siquirres Centro |
| Limón FC                | 6 - 0 | Juventud Escazuceña | 17 de enero de 2016 | Estadio Juan Gobán         |

| Juventud Escazuceña | 2 - 3 | AD. Fútbol de Siquirres | 24 de enero de 2016 | Estadio Nicolás Masís  |
| AD. Sagrada Familia | 2 - 0 | Limón FC                | 24 de enero de 2016 | Estadio Teodoro Picado |

| AD. Fútbol de Siquirres | 1 - 3 | Limón FC            | 31 de enero de 2016 | Cancha de Siquirres Centro |
| Juventud Escazuceña     | 2 - 1 | AD. Sagrada Familia | 31 de enero de 2016 | Estadio Nicolás Masís      |

| AD. Sagrada Familia | 2 - 1 | AD. Fútbol de Siquirres | 14 de febrero de 2016 | Estadio Teodoro Picado |
| Juventud Escazuceña | 1 - 0 | Limón FC                | 14 de febrero de 2016 | Estadio Nicolás Masís  |

| AD. Fútbol de Siquirres | 4 - 2 | Juventud Escazuceña | 21 de febrero de 2016 | Cancha de Siquirres Centro |
| Limón FC                | 2 - 0 | AD. Sagrada Familia | 21 de febrero de 2016 | Estadio Nuevo de Limón     |

| Limón FC            | 1 - 1 | AD. Fútbol de Siquirres | 28 de febrero de 2016 | Estadio Juan Gobán     |
| AD. Sagrada Familia | 4 - 1 | Juventud Escazuceña     | 28 de febrero de 2016 | Estadio Teodoro Picado |

#### Cuadrangular Siete
|  |    | Equipo           | PJ | G | E | P | GF | GC | Dif | Pts |
|  | -- | ---------------- | -- | - | - | - | -- | -- | --- | --- |
|  | 1. | AD Barrealeña    | 6  | 4 | 2 | 0 | 13 | 6  | +7  | 14  |
|  | 2. | AD Santo Domingo | 6  | 2 | 2 | 2 | 11 | 8  | +3  | 8   |
|  | 3. | AD. Carrizaleña  | 6  | 1 | 3 | 2 | 9  | 9  | 0   | 6   |
|  | 4. | Municipal Quepos | 6  | 0 | 3 | 3 | 4  | 14 | -10 | 3   |

| Municipal Quepos | 0 - 0 | AD Santo Domingo | 17 de enero de 2016 | Cancha Rancho Grande |
| AD. Carrizaleña  | 2 - 2 | AD Barrealeña    | 17 de enero de 2016 | Cancha de Carrizal   |

| AD Barrealeña    | 2 - 2 | Municipal Quepos | 24 de enero de 2016 | Cancha La Incubadora     |
| AD Santo Domingo | 2 - 2 | AD. Carrizaleña  | 24 de enero de 2016 | Cancha de Barrio Lourdes |

| Municipal Quepos | 1 - 4 | AD. Carrizaleña  | 31 de enero de 2016 | Cancha Rancho Grande |
| AD Barrealeña    | 4 - 1 | AD Santo Domingo | 31 de enero de 2016 | Cancha La Incubadora |

| AD Santo Domingo | 6 - 1 | Municipal Quepos | 14 de febrero de 2016 | Cancha de Barrio Lourdes |
| AD Barrealeña    | 2 - 1 | AD. Carrizaleña  | 14 de febrero de 2016 | Cancha La Incubadora     |

| Municipal Quepos | 0 - 2     | AD Barrealeña    | 21 de febrero de 2016 | Cancha Rancho Grande |
| AD. Carrizaleña  | 0 - 2 (*) | AD Santo Domingo | 21 de febrero de 2016 | Cancha de Carrizal   |

| AD. Carrizaleña  | 0 - 0 | Municipal Quepos | 28 de febrero de 2016 | Cancha de Carrizal       |
| AD Santo Domingo | 0 - 1 | AD Barrealeña    | 28 de febrero de 2016 | Cancha de Barrio Lourdes |

#### Cuadrangular Ocho
|  |    | Equipo               | PJ | G | E | P | GF | GC | Dif | Pts |
|  | -- | -------------------- | -- | - | - | - | -- | -- | --- | --- |
|  | 1. | AD. Santa Rosa       | 6  | 3 | 3 | 0 | 13 | 8  | +5  | 12  |
|  | 2. | AD. San Rafael Abajo | 6  | 3 | 2 | 1 | 10 | 5  | +5  | 11  |
|  | 3. | Atlético Coco        | 6  | 1 | 2 | 3 | 9  | 16 | -7  | 5   |
|  | 4. | CCDR. Curridabat     | 6  | 1 | 1 | 4 | 8  | 11 | -3  | 4   |

| AD. Santa Rosa | 2 - 1 | AD. San Rafael Abajo | 17 de enero de 2016 | Cancha de Santa Ana |
| Atlético Coco  | 4 - 3 | CCDR. Curridabat     | 17 de enero de 2016 | Cancha de El Coco   |

| AD. San Rafael Abajo | 1 - 1 | Atlético Coco  | 24 de enero de 2016 | Cancha de Desamparados Centro |
| CCDR. Curridabat     | 0 - 2 | AD. Santa Rosa | 24 de enero de 2016 | Estadio Lito Monge            |

| AD. Santa Rosa   | 2 - 2 | Atlético Coco        | 31 de enero de 2016 | Cancha de Santa Ana |
| CCDR. Curridabat | 1 - 2 | AD. San Rafael Abajo | 31 de enero de 2016 | Estadio Lito Monge  |

| AD. San Rafael Abajo | 1 - 1 | AD. Santa Rosa | 14 de febrero de 2016 | Cancha de Desamparados Centro |
| CCDR. Curridabat     | 2 - 0 | Atlético Coco  | 14 de febrero de 2016 | Estadio Lito Monge            |

| Atlético Coco  | 0 - 4 | AD. San Rafael Abajo | 21 de febrero de 2016 | Cancha de El Coco   |
| AD. Santa Rosa | 2 - 2 | CCDR. Curridabat     | 21 de febrero de 2016 | Cancha de Santa Ana |

| Atlético Coco        | 2 - 4 | AD. Santa Rosa   | 28 de febrero de 2016 | Cancha de El Coco             |
| AD. San Rafael Abajo | 1 - 0 | CCDR. Curridabat | 28 de febrero de 2016 | Cancha de Desamparados Centro |

### Rondas finales
|  | Octavos de Final (III Fase) | Octavos de Final (III Fase) | Octavos de Final (III Fase) | Octavos de Final (III Fase) |         |                           | Cuartos de Final (IV Fase) | Cuartos de Final (IV Fase) | Cuartos de Final (IV Fase) | Cuartos de Final (IV Fase) |  |                  | Semifinales (V Fase) | Semifinales (V Fase) | Semifinales (V Fase) | Semifinales (V Fase) |                  |   | Final (VI Fase) | Final (VI Fase) | Final (VI Fase) | Final (VI Fase) |
|  |                             |                             |                             |                             |         |                           |                            |                            |                            |                            |  |                  |                      |                      |                      |                      |                  |   |                 |                 |                 |                 |
|  | Municipal Guarco            | 5                           | 4                           | '9'                         |         |                           |                            |                            |                            |                            |  |                  |                      |                      |                      |                      |                  |   |                 |                 |                 |                 |
|  | Municipal Santa Ana         | 3                           | 2                           | '5'                         |         |                           |                            |                            |                            |                            |  |                  |                      |                      |                      |                      |                  |   |                 |                 |                 |                 |
|  | Municipal Santa Ana         | 3                           | 2                           | '5'                         |         | Municipal Guarco          | 1                          | 2                          | '3'                        |                            |  |                  |                      |                      |                      |                      |                  |   |                 |                 |                 |                 |
|  |                             |                             |                             |                             |         | Municipal Guarco          | 1                          | 2                          | '3'                        |                            |  |                  |                      |                      |                      |                      |                  |   |                 |                 |                 |                 |
|  |                             | ADR. Esparza                | 0                           | 0                           | '0'     |                           |                            |                            |                            |                            |  |                  |                      |                      |                      |                      |                  |   |                 |                 |                 |                 |
|  | ADR. Esparza                | ADR. Esparza                | 0                           | 0                           | '0'     | 1                         | 4                          | '5'                        |                            |                            |  |                  |                      |                      |                      |                      |                  |   |                 |                 |                 |                 |
|  | ADR. Esparza                |                             |                             |                             |         | 1                         | 4                          | '5'                        |                            |                            |  |                  |                      |                      |                      |                      |                  |   |                 |                 |                 |                 |
|  | AD. Fútbol de Siquirres     | 1                           | 0                           | '1'                         |         |                           |                            |                            |                            |                            |  |                  |                      |                      |                      |                      |                  |   |                 |                 |                 |                 |
|  | AD. Fútbol de Siquirres     | 1                           | 0                           | '1'                         |         |                           |                            |                            |                            |                            |  | Municipal Guarco | 6                    | 1                    | '7'                  |                      |                  |   |                 |                 |                 |                 |
|  |                             |                             |                             |                             |         |                           |                            |                            |                            |                            |  | Municipal Guarco | 6                    | 1                    | '7'                  |                      |                  |   |                 |                 |                 |                 |
|  |                             | AD. Golfito Zona Sur        | 0                           | 3                           | '3'     |                           |                            |                            |                            |                            |  |                  |                      |                      |                      |                      |                  |   |                 |                 |                 |                 |
|  | AD. Golfito Zona Sur        | AD. Golfito Zona Sur        | 0                           | 3                           | '3'     | 2                         | 3                          | '5'                        |                            |                            |  |                  |                      |                      |                      |                      |                  |   |                 |                 |                 |                 |
|  | AD. Golfito Zona Sur        |                             |                             |                             |         | 2                         | 3                          | '5'                        |                            |                            |  |                  |                      |                      |                      |                      |                  |   |                 |                 |                 |                 |
|  | AD. Valencia                | 1                           | 3                           | '4'                         |         |                           |                            |                            |                            |                            |  |                  |                      |                      |                      |                      |                  |   |                 |                 |                 |                 |
|  | AD. Valencia                | 1                           | 3                           | '4'                         |         | AD. Golfito Zona Sur      | 2                          | 1                          | '3'                        |                            |  |                  |                      |                      |                      |                      |                  |   |                 |                 |                 |                 |
|  |                             |                             |                             |                             |         | AD. Golfito Zona Sur      | 2                          | 1                          | '3'                        |                            |  |                  |                      |                      |                      |                      |                  |   |                 |                 |                 |                 |
|  |                             | AD Barrealeña               | 1                           | 0                           | '1'     |                           |                            |                            |                            |                            |  |                  |                      |                      |                      |                      |                  |   |                 |                 |                 |                 |
|  | AD Barrealeña               | AD Barrealeña               | 1                           | 0                           | '1'     | 2                         | 1                          | '3'                        |                            |                            |  |                  |                      |                      |                      |                      |                  |   |                 |                 |                 |                 |
|  | AD Barrealeña               |                             |                             |                             |         | 2                         | 1                          | '3'                        |                            |                            |  |                  |                      |                      |                      |                      |                  |   |                 |                 |                 |                 |
|  | AD. San Rafael Abajo        | 2                           | 0                           | '2'                         |         |                           |                            |                            |                            |                            |  |                  |                      |                      |                      |                      |                  |   |                 |                 |                 |                 |
|  | AD. San Rafael Abajo        | 2                           | 0                           | '2'                         |         |                           |                            |                            |                            |                            |  |                  |                      |                      |                      |                      | Municipal Guarco | 1 | 2               | '3' (2)         |                 |                 |
|  |                             |                             |                             |                             |         |                           |                            |                            |                            |                            |  |                  |                      |                      |                      |                      |                  | 1 | 2               | '3' (2)         |                 |                 |
|  |                             | AD. Santa Rosa              | 2                           | 1                           | '3' (3) |                           |                            |                            |                            |                            |  |                  |                      |                      |                      |                      |                  |   |                 |                 |                 |                 |
|  | Asoc. Talentos del Caribe   | AD. Santa Rosa              | 2                           | 1                           | '3' (3) | 1                         | 3                          | '4' (4)                    |                            |                            |  |                  |                      |                      |                      |                      |                  |   |                 |                 |                 |                 |
|  | Asoc. Talentos del Caribe   |                             |                             |                             |         | 1                         | 3                          | '4' (4)                    |                            |                            |  |                  |                      |                      |                      |                      |                  |   |                 |                 |                 |                 |
|  | AD. Mpal. San Ramón         | 4                           | 0                           | '4' (3)                     |         |                           |                            |                            |                            |                            |  |                  |                      |                      |                      |                      |                  |   |                 |                 |                 |                 |
|  | AD. Mpal. San Ramón         | 4                           | 0                           | '4' (3)                     |         | Asoc. Talentos del Caribe | 1                          | 1                          | '2' (4)                    |                            |  |                  |                      |                      |                      |                      |                  |   |                 |                 |                 |                 |
|  |                             |                             |                             |                             |         | Asoc. Talentos del Caribe | 1                          | 1                          | '2' (4)                    |                            |  |                  |                      |                      |                      |                      |                  |   |                 |                 |                 |                 |
|  |                             | Limón FC                    | 0                           | 2                           | '2' (5) |                           |                            |                            |                            |                            |  |                  |                      |                      |                      |                      |                  |   |                 |                 |                 |                 |
|  | Limón FC                    | Limón FC                    | 0                           | 2                           | '2' (5) | 0                         | 3                          | '3'                        |                            |                            |  |                  |                      |                      |                      |                      |                  |   |                 |                 |                 |                 |
|  | Limón FC                    |                             |                             |                             |         | 0                         | 3                          | '3'                        |                            |                            |  |                  |                      |                      |                      |                      |                  |   |                 |                 |                 |                 |
|  | AD. Conce La Unión          | 1                           | 1                           | '2'                         |         |                           |                            |                            |                            |                            |  |                  |                      |                      |                      |                      |                  |   |                 |                 |                 |                 |
|  | AD. Conce La Unión          | 1                           | 1                           | '2'                         |         |                           |                            |                            |                            |                            |  | Limón FC         | 1                    | 2                    | '3'                  |                      |                  |   |                 |                 |                 |                 |
|  |                             |                             |                             |                             |         |                           |                            |                            |                            |                            |  | Limón FC         | 1                    | 2                    | '3'                  |                      |                  |   |                 |                 |                 |                 |
|  |                             | AD. Santa Rosa              | 5                           | 3                           | '8'     |                           |                            |                            |                            |                            |  |                  |                      |                      |                      |                      |                  |   |                 |                 |                 |                 |
|  | AD. Cuajiniquil             | AD. Santa Rosa              | 5                           | 3                           | '8'     | 0                         | 2                          | '2'                        |                            |                            |  |                  |                      |                      |                      |                      |                  |   |                 |                 |                 |                 |
|  | AD. Cuajiniquil             |                             |                             |                             |         | 0                         | 2                          | '2'                        |                            |                            |  |                  |                      |                      |                      |                      |                  |   |                 |                 |                 |                 |
|  | AD San Pablo Chirripó       | 3                           | 2                           | '5'                         |         |                           |                            |                            |                            |                            |  |                  |                      |                      |                      |                      |                  |   |                 |                 |                 |                 |
|  | AD San Pablo Chirripó       | 3                           | 2                           | '5'                         |         | AD San Pablo Chirripó     | 0                          | 3                          | '3'                        |                            |  |                  |                      |                      |                      |                      |                  |   |                 |                 |                 |                 |
|  |                             |                             |                             |                             |         | AD San Pablo Chirripó     | 0                          | 3                          | '3'                        |                            |  |                  |                      |                      |                      |                      |                  |   |                 |                 |                 |                 |
|  |                             | AD. Santa Rosa              | 2                           | 2                           | '4'     |                           |                            |                            |                            |                            |  |                  |                      |                      |                      |                      |                  |   |                 |                 |                 |                 |
|  | AD. Santa Rosa              | AD. Santa Rosa              | 2                           | 2                           | '4'     | 2                         | 3                          | '5' (1)                    |                            |                            |  |                  |                      |                      |                      |                      |                  |   |                 |                 |                 |                 |
|  | AD. Santa Rosa              |                             |                             |                             |         | 2                         | 3                          | '5' (1)                    |                            |                            |  |                  |                      |                      |                      |                      |                  |   |                 |                 |                 |                 |
|  | AD Santo Domingo            | 2                           | 3                           | '5' (0)                     |         |                           |                            |                            |                            |                            |  |                  |                      |                      |                      |                      |                  |   |                 |                 |                 |                 |

| Campeón de Primera División de LINAFA 2015-2016          |
| -------------------------------------------------------- |
|                                                          |
| AD Santa Rosa                                            |
| Asciende a: Liga de Ascenso (Segunda División) 2016-2017 |

#### Octavos de final
| Municipal Santa Ana   | 3 - 5 | Municipal Guarco          | 6 de marzo de 2016 y 3 de abril de 2016 | Estadio de Piedades             |
| ADF. Siquirres        | 1 - 1 | ADR. Esparza              | 6 de marzo de 2016 y 3 de abril de 2016 | Cancha de El Cairo              |
| AD. Valencia          | 1 - 2 | AD. Golfito Zona Sur      | 6 de marzo de 2016 y 3 de abril de 2016 | Estadio Lito Monge              |
| AD. San Rafael Abajo  | 2 - 2 | AD Barrealeña             | 6 de marzo de 2016 y 3 de abril de 2016 | Estadio Jorge "Cuty" Monge      |
| AD. Mpal. San Ramón   | 4 - 1 | Asoc. Talentos del Caribe | 6 de marzo de 2016 y 3 de abril de 2016 | Estadio Guillermo Vargas Roldán |
| AD. Conce La Unión    | 1 - 0 | Limón FC                  | 6 de marzo de 2016 y 3 de abril de 2016 | Polideportivo de Tres Ríos      |
| AD San Pablo Chirripó | 3 - 0 | AD. Cuajiniquil           | 6 de marzo de 2016 y 3 de abril de 2016 | Cancha Los Expresidentes        |
| AD Santo Domingo      | 2 - 2 | AD. Santa Rosa            | 6 de marzo de 2016 y 3 de abril de 2016 | Cancha Las Quebradas            |

| Municipal Guarco (*)          | 4 - 2             | Municipal Santa Ana       | 13 de marzo de 2016 y 10 de abril de 2016 | Cancha de El Tejar        |
| ADR. Esparza (*)              | 4 - 0             | ADF. Siquirres            | 13 de marzo de 2016 y 10 de abril de 2016 | Cancha Los Nances         |
| AD. Golfito Zona Sur (*)      | 3 - 3             | AD. Valencia              | 13 de marzo de 2016 y 10 de abril de 2016 | Estadio Fortunato Atencio |
| AD Barrealeña (*)             | 1 - 0             | AD. San Rafael Abajo      | 13 de marzo de 2016 y 10 de abril de 2016 | Cancha La Incubadora      |
| Asoc. Talentos del Caribe (*) | 3 - 0 (P: 4 - 3)  | AD. Mpal. San Ramón       | 13 de marzo de 2016 y 10 de abril de 2016 | Cancha de Puerto Viejo    |
| Limón FC (*)                  | 3 - 1             | AD. Conce La Unión        | 13 de marzo de 2016 y 10 de abril de 2016 | Estadio Nuevo de Limón    |
| AD. Cuajiniquil               | 2 - 2             | AD San Pablo Chirripó (*) | 13 de marzo de 2016 y 10 de abril de 2016 | Cancha de Cuajiniquil     |
| AD. Santa Rosa (*)            | 3 - 3 (TE: 1 - 0) | AD Santo Domingo          | 13 de marzo de 2016 y 10 de abril de 2016 | Cancha de Santa Ana       |

Los equipos que tienen el signo de asterisco (*) son los clubes que avanzan a los cuartos de final.
Asoc. Talentos del Caribe ganó su serie ante AD. Mpal. San Ramón en penales 4 a 3
AD. Santa Rosa ganó su serie ante AD Santo Domingo en Tiempos Extra 1 a 0.

#### Cuartos de final
| ADR. Esparza              | 0 - 1 | Municipal Guarco      | 17 de abril de 2016 | Cancha Los Nances         |
| AD. Golfito Zona Sur      | 2 - 1 | AD Barrealeña         | 17 de abril de 2016 | Estadio Fortunato Atencio |
| Asoc. Talentos del Caribe | 1 - 0 | Limón FC              | 17 de abril de 2016 | Cancha de Puerto Viejo    |
| AD. Santa Rosa            | 2 - 0 | AD San Pablo Chirripó | 17 de abril de 2016 | Cancha de Santa Rosa      |

| Municipal Guarco (*)  | 2 - 0            | ADR. Esparza              | 24 de abril de 2016 | Cancha de El Tejar       |
| AD Barrealeña         | 0 - 1            | AD. Golfito Zona Sur (*)  | 24 de abril de 2016 | Cancha La Incubadora     |
| Limón FC (*)          | 2 - 1 (P: 5 - 4) | Asoc. Talentos del Caribe | 24 de abril de 2016 | Estadio Nuevo de Limón   |
| AD San Pablo Chirripó | 3 - 2            | AD. Santa Rosa (*)        | 24 de abril de 2016 | Cancha Los Expresidentes |

Los equipos que tienen el signo de asterisco (*) son los clubes que avanzan a la semifinal.
Limón FC ganó su serie ante Asoc. Talentos del Caribe en penales 5 a 4

#### Semifinal
| Municipal Guarco | 6 - 0 | AD. Golfito Zona Sur | 1 de mayo de 2016 | Estadio Quincho Barquero   |
| AD. Santa Rosa   | 5 - 1 | Limón FC             | 1 de mayo de 2016 | Polideportivo de Cartagena |

| AD. Golfito Zona Sur | 3 - 1 | Municipal Guarco (*) | 8 de mayo de 2016 | Estadio Fortunato Atencio |
| Limón FC             | 2 - 3 | AD. Santa Rosa (*)   | 8 de mayo de 2016 | Estadio Nuevo de Limón    |

Los equipos que tienen el signo de asterisco (*) son los clubes que avanzan a la Final.

#### Final
| Municipal Guarco | 1 - 2 | AD. Santa Rosa | 15 de mayo de 2016 | Estadio Quincho Barquero |

| AD. Santa Rosa (*) | 1 - 2 (P: 3 - 2) | Municipal Guarco | 22 de mayo de 2016 | Polideportivo de Cartagena |

El equipo que tiene el signo de asterisco (*) es el que asciende a la Segunda División 2016-2017.
AD. Santa Rosa ganó su serie ante el Municipal Guarco en Penales 3 a 2.